# Evelin Kaufer
Evelin Kaufer, född den 22 februari 1953 i Sohland an der Spree, Sachsen, är en östtysk friidrottare inom kortdistanslöpning.
Hon tog OS-silver på 4 x 100 meter vid friidrottstävlingarna 1972 i München. 